# Lester Bowles Pearson
Lester Bowles Pearson (Toronto, 23 april 1897 - Ottawa, 27 december 1972) was een Canadees staatsman, diplomaat en politicus die in 1957 de Nobelprijs voor de Vrede ontving voor zijn rol in de Suezcrisis. Hij was de 14de premier van Canada van 1963 tot 1968. In deze periode leidde hij twee minderheidsregeringen.
Onder zijn leiding introduceerde de regering de gezondheidszorg, studieleningen, tweetaligheid, het Canadese pensioenplan en de Canadese vlag. Samen met zijn baanbrekend werk in de internationale diplomatie en voor de Verenigde Naties waarvan hij in 1952 de Voorzitter van de Algemene Vergadering  was, kan hij beschouwd worden als een van de meest invloedrijke Canadezen van de 20e eeuw.
Macdonald · Mackenzie · Abbott · Thompson · Bowell · Tupper · Laurier · Borden · Meighen · Mackenzie King · Bennett · Saint Laurent · Diefenbaker · Pearson · P. Trudeau · Clark · Turner · Mulroney · Campbell · Chrétien · Martin · Harper · J. Trudeau · Carney
1901: Dunant, Passy ·
1902: Ducommun, Gobat ·
1903: Cremer ·
1904: Institut de Droit International ·
1905: Von Suttner ·
1906: Roosevelt ·
1907: Moneta, Renault ·
1908: Arnoldson, Bajer ·
1909: Beernaert, Balluet d'Estournelles de Constant ·
1910: IPB ·
1911: Asser, Fried ·
1912: Root ·
1913: La Fontaine ·
1917: ICRC ·
1919: Wilson ·
1920: Bourgeois ·
1921: Branting, Lange ·
1922: Nansen ·
1925: Chamberlain, Dawes ·
1926: Briand, Stresemann ·
1927: Buisson, Quidde ·
1929: Kellogg ·
1930: Söderblom ·
1931: Addams, Butler ·
1933: Angell ·
1934: Henderson ·
1935: Von Ossietzky ·
1936: Lamas ·
1937: Cecil ·
1938: Office international Nansen pour les réfugiés ·
1944: ICRC ·
1945: Hull ·
1946: Balch, Mott ·
1947: Friends Service Council, American Friends Service Committee ·
1949: Orr ·
1950: Bunche ·
1951: Jouhaux ·
1952: Schweitzer ·
1953: Marshall ·
1954: Hoog Commissariaat voor de Vluchtelingen (UNHCR) ·
1957: Pearson ·
1958: Pire ·
1959: Noel-Baker ·
1960: Luthuli ·
1961: Hammarskjöld ·
1962: Pauling ·
1963: ICRC, IFRC ·
1964: King ·
1965: UNICEF ·
1968: Cassin ·
1969: Internationale Arbeidsorganisatie ·
1970: Borlaug ·
1971: Brandt ·
1973: Kissinger, Lê Đức Thọ ·
1974: MacBride, Satō ·
1975: Sacharov ·
1976: Williams, Corrigan ·
1977: Amnesty International ·
1978: Sadat, Begin ·
1979: Moeder Teresa ·
1980: Esquivel ·
1981: Hoog Commissariaat voor de Vluchtelingen (UNHCR) ·
1982: Myrdal, Robles ·
1983: Wałęsa ·
1984: Tutu ·
1985: IPPNW ·
1986: Wiesel ·
1987: Arias ·
1988: VN-vredesmacht ·
1989: Gyatso ·
1990: Gorbatsjov ·
1991: Suu Kyi ·
1992: Menchú ·
1993: Mandela, De Klerk ·
1994: Arafat, Peres, Rabin ·
1995: Rotblat, Pugwash Conferences on Science and World Affairs ·
1996: Ximenes Belo, Ramos-Horta ·
1997: ICBL, Williams ·
1998: Hume, Trimble ·
1999: AzG ·
2000: Dae-jung ·
2001: VN, Annan ·
2002: Carter ·
2003: Ebadi ·
2004: Maathai ·
2005: IAEA, El-Baradei ·
2006: Grameen Bank, Yunus ·
2007: Gore, IPCC ·
2008: Ahtisaari ·
2009: Obama ·
2010: Liu ·
2011: Johnson Sirleaf, Gbowee, Karman ·
2012: Europese Unie ·
2013: OPCW ·
2014: Satyarthi, Yousafzai ·
2015: Kwartet voor Nationale Dialoog in Tunesië ·
2016: Santos ·
2017: ICAN ·
2018: Mukwege, Murad Basee ·
2019: Ahmed ·
2020: Wereldvoedselprogramma ·
2021: Ressa, Moeratov ·
2022: Bjaljazki, Memorial, Centrum voor Burgerlijke Vrijheden ·
2023: Mohammadi ·
2024: Nihon Hidankyo
- Bibsys: 90270829
- Bibliothèque nationale de France: cb123784969 (data)
- CiNii: DA04317111
- Gemeinsame Normdatei: 118790099
- International Standard Name Identifier: 0000 0001 1083 0874
- Library of Congress Control Number: n50049186
- National Archives and Records Administration: 10582059
- Bibliotheek van het Japanse parlement: 00452381
- Nationale Bibliotheek van Tsjechië: vse2013739954
- Nationale bibliotheek van Australië: 35414319
- Nationale Bibliotheek van Israël: 987007276420105171
- Nationale Bibliotheek van Polen: a0000002914257
- Nationale en Universitaire bibliotheek Zagreb: 000407810
- Nederlandse Thesaurus van Auteursnamen: 070908249
- Réseau des bibliothèques de Suisse occidentale: 02-A000128878
- SNAC: w6m335xr
- Système universitaire de documentation: 032832044
- Trove: 944262
- Virtual International Authority File: 110989612
- WorldCat: E39PBJwp37cYtH9399hgRCwHmd